# Піс № 135
Піс № 135 (англ. Peace No. 135) — муніципальний район в Канаді, у провінції Альберта.

## Населення
За даними перепису 2016 року, муніципальний район нараховував 1747 жителів, показавши зростання на 20,8%, порівняно з 2011-м роком. Середня густина населення становила 2,1 осіб/км².
З офіційних мов обидвома одночасно володіли 80 жителів, тільки англійською — 1 470, а 5 — жодною з них. Усього 165 осіб вважали рідною мовою не одну з офіційних, з них 5 — одну з корінних мов, а 5 — українську.
Працездатне населення становило 69,8% усього населення, рівень безробіття — 8,4% (7,9% серед чоловіків та 9,1% серед жінок). 72,5% були найманими працівниками, 27,5% — самозайнятими.
Середній дохід на особу становив $53 617 (медіана $41 318), при цьому для чоловіків — $66 249, а для жінок $39 513 (медіани — $55 232 та $32 384 відповідно).
26,3% мешканців мали закінчену шкільну освіту, не мали закінченої шкільної освіти — 25,9%, 47,8% мали післяшкільну освіту, з яких 21,3% мали диплом бакалавра, або вищий.
| Статево-вікова структура населення | Статево-вікова структура населення | Статево-вікова структура населення | Статево-вікова структура населення | Статево-вікова структура населення |
| ---------------------------------- | ---------------------------------- | ---------------------------------- | ---------------------------------- | ---------------------------------- |
|                                    |                                    |                                    |                                    |                                    |
| Всього                             | Всього                             | 56,7%43,3%                         |                                    |                                    |
| 0 — 14 років                       | 0 — 14 років                       |                                    | 15,5%                              | 15,5%                              |
| 15 — 64 років                      | 15 — 64 років                      |                                    | 68,7%                              | 68,7%                              |
| 65 і більше                        | 65 і більше                        |                                    | 15,8%                              | 15,8%                              |
| 85 і більше                        | 85 і більше                        |                                    | 1,4%                               | 1,4%                               |
| Середній вік (років)               | Середній вік (років)               | 40,441,8                           | 41,0                               | 41,0                               |
| Медіана (років)                    | Медіана (років)                    | 39,544,6                           | 41,8                               | 41,8                               |
| — чоловіки — жінки                 |                                    |                                    |                                    |                                    |

| Походження мешканців:     | Походження мешканців:     | Походження мешканців: | Походження мешканців: | Походження мешканців: |
| ------------------------- | ------------------------- | --------------------- | --------------------- | --------------------- |
| Походження                |                           |                       | осіб                  | %                     |
| Корінні американці        | Корінні американці        |                       | 160                   | 10.53%                |
| Інше північноамериканське | Інше північноамериканське |                       | 420                   | 27.63%                |
| Європейське               | Європейське               |                       | 1 185                 | 77.96%                |
| британське                | британське                |                       | 720                   | 47.37%                |
| французьке                | французьке                |                       | 200                   | 13.16%                |
| українське                | українське                |                       | 195                   | 12.83%                |
| Карибське                 | Карибське                 |                       | 10                    | 0.66%                 |
| Латинськоамериканське     | Латинськоамериканське     |                       | 10                    | 0.66%                 |
| Африканське               | Африканське               |                       | 10                    | 0.66%                 |
| Азійське                  | Азійське                  |                       | 25                    | 1.64%                 |

| Зайнятість населення за галузями (за класифікацією NOC): | Зайнятість населення за галузями (за класифікацією NOC): | Зайнятість населення за галузями (за класифікацією NOC): | Зайнятість населення за галузями (за класифікацією NOC): | Зайнятість населення за галузями (за класифікацією NOC): |
| -------------------------------------------------------- | -------------------------------------------------------- | -------------------------------------------------------- | -------------------------------------------------------- | -------------------------------------------------------- |
|                                                          |                                                          |                                                          |                                                          |                                                          |
| Управління                                               | Управління                                               |                                                          | 19,1%                                                    | 19,1%                                                    |
| Бізнес, фінанси та адміністрування                       | Бізнес, фінанси та адміністрування                       |                                                          | 16,9%                                                    | 16,9%                                                    |
| Природничі та прикладні науки                            | Природничі та прикладні науки                            |                                                          | 4,5%                                                     | 4,5%                                                     |
| Охорона здоров'я                                         | Охорона здоров'я                                         |                                                          | 4,5%                                                     | 4,5%                                                     |
| Освіта, правозахист, муніципальні та урядові служби      | Освіта, правозахист, муніципальні та урядові служби      |                                                          | 7,3%                                                     | 7,3%                                                     |
| Роздрібна торгівля та послуги                            | Роздрібна торгівля та послуги                            |                                                          | 14,6%                                                    | 14,6%                                                    |
| Гуртова торгівля, транспорт та обладнання                | Гуртова торгівля, транспорт та обладнання                |                                                          | 23,6%                                                    | 23,6%                                                    |
| Природні ресурси, сільське господарство                  | Природні ресурси, сільське господарство                  |                                                          | 3,9%                                                     | 3,9%                                                     |
| Виробництво                                              | Виробництво                                              |                                                          | 3,9%                                                     | 3,9%                                                     |

## Населені пункти
До складу муніципального району входять містечка Ґрімшоу, Піс-Ривер, село Бервін, індіанська резервація Дункана 151A, а також хутори, інші малі населені пункти та розосереджені поселення.

## Клімат
Середня річна температура становить 0,9°C, середня максимальна – 20,9°C, а середня мінімальна – -22,9°C. Середня річна кількість опадів – 439 мм.
| Клімат поселення                              | Клімат поселення | Клімат поселення | Клімат поселення | Клімат поселення | Клімат поселення | Клімат поселення | Клімат поселення | Клімат поселення | Клімат поселення | Клімат поселення | Клімат поселення | Клімат поселення | Клімат поселення |
| Показник                                      | Січ.             | Лют.             | Бер.             | Квіт.            | Трав.            | Черв.            | Лип.             | Серп.            | Вер.             | Жовт.            | Лист.            | Груд.            |                  |
| Середній максимум, °C                         | −10,14           | −6,55            | −0,89            | 9,53             | 15,96            | 20,22            | 20,93            | 19,82            | 14,66            | 8,68             | −2,6             | −8,78            |                  |
| Середня температура, °C                       | −16,52           | −12,94           | −7,29            | 3,15             | 9,56             | 13,82            | 15,70            | 14,59            | 9,45             | 3,48             | −7,82            | −14              |                  |
| Середній мінімум, °C                          | −22,92           | −19,34           | −13,7            | −3,24            | 3,16             | 7,42             | 10,48            | 9,36             | 4,22             | −1,75            | −13,03           | −19,24           |                  |
| Норма опадів, мм                              | 28               | 21               | 19               | 17               | 38               | 71               | 71               | 56               | 41               | 27               | 28               | 22               |                  |
| Середньомісячна швидкість вітру, м/с          | 3.90             | 3.86             | 3.80             | 4.00             | 4.00             | 3.80             | 3.30             | 3.30             | 3.78             | 4.20             | 3.80             | 4.00             |                  |
| Середньомісячна сонячна радіація, кДж/м²·день | 2436             | 5658             | 11169            | 16823            | 20149            | 21752            | 21251            | 17309            | 11266            | 6141             | 2835             | 1682             |                  |
| --------------------------------------------- | ---------------- | ---------------- | ---------------- | ---------------- | ---------------- | ---------------- | ---------------- | ---------------- | ---------------- | ---------------- | ---------------- | ---------------- | ---------------- |
| Джерело:                                      |                  |                  |                  |                  |                  |                  |                  |                  |                  |                  |                  |                  |                  |